# آلکسیس وایسنبرگ
آلکسیس سیگیسموند وایسنبرگ (به فرانسوی: Alexis Sigismond Weissenberg، به بلغاری: Алексис Сигизмунд Вайсенберг)‏ (۲۶ ژوئیهٔ ۱۹۲۹ – ۸ ژانویهٔ ۲۰۱۲) نوازندهٔ پیانو و مربی موسیقی فرانسوی بلغاری‌الاصل بود.

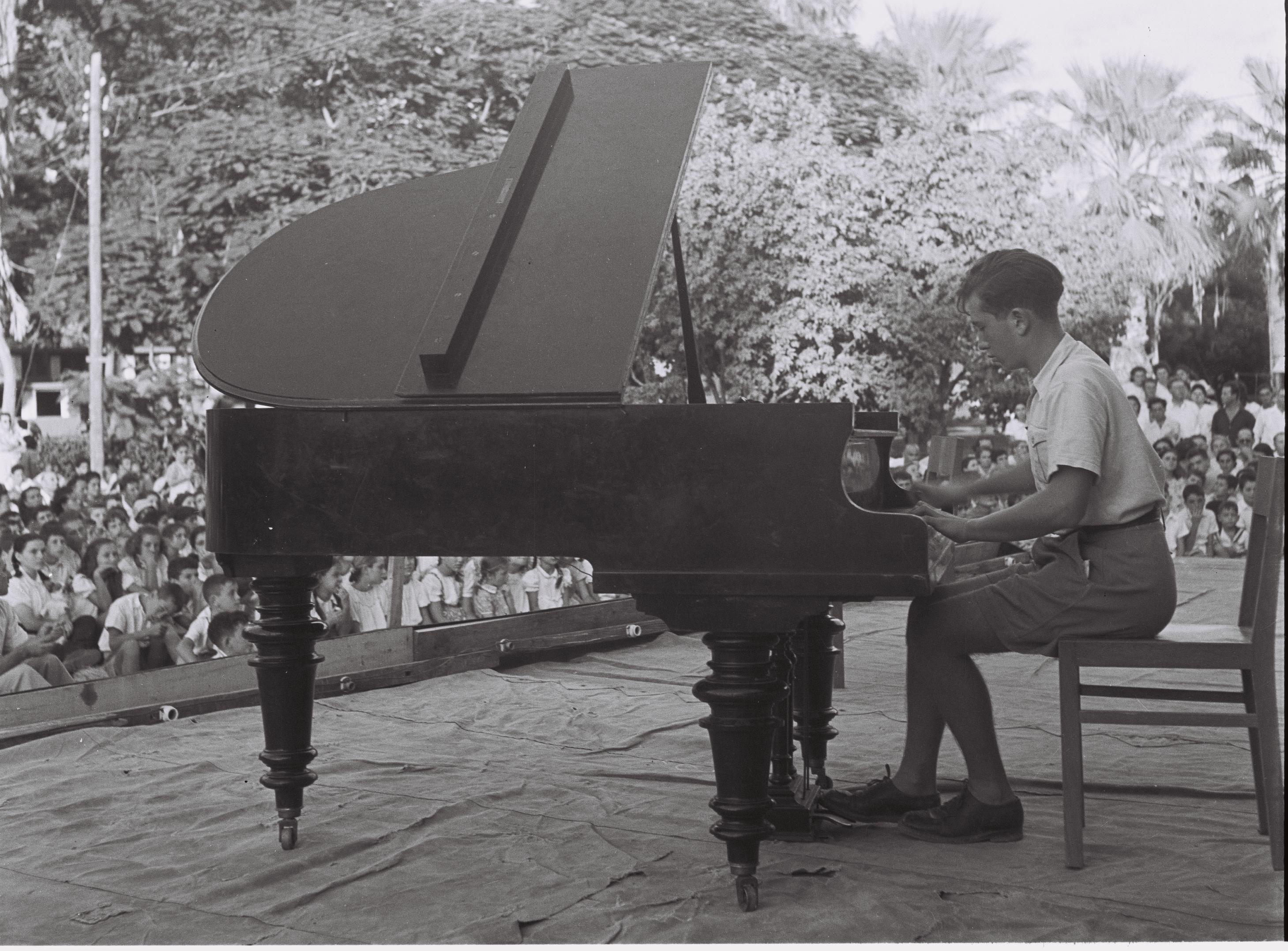
وایسنبرگ در حال نواختن پیانو در سال ۱۹۴۷